# Willy Boly
Willy Boly (Melun, 3 de fevereiro de 1991) é um futebolista marfinense que atua como zagueiro. Atualmente joga no Nottingham Forest.

## Carreira

### Início
Willy Boly assinou seu primeiro contrato em clubes em fevereiro de 2011 com o Auxerre. Ele fez sua estreia no dia 16 de abril de 2011, entrando como substituto contra o Montpellier. Dias depois, no dia 24 de abril, ele marcou o seu primeiro gol pelo clube, em uma partida em casa contra o Lens. Assim, terminou os dois últimos meses do ano como titular da equipe. Ele terminou a temporada com 33 jogos disputados na Ligue 1 de 2011–12. Apesar do rebaixamento a Ligue 2, Boly continuou na equipe por mais duas temporadas.

### Braga
No dia 31 de agosto de 2014, ele assinou um contrato de quatro anos com o Braga.

### Porto
Já dois anos depois, no dia 31 de agosto de 2016, foi contratado pelo Porto.

### Wolverhampton
No dia 8 de julho de 2017, foi emprestado ao Wolverhampton. Posteriormente, no dia 17 de abril de 2018, assinou em definitivo com os Wolves por 12 milhões de euros.

## Títulos
Braga
- Taça de Portugal: 2015–16

Wolverhampton
- EFL Championship: 2017–18